# José María Martín Delgado
José María Martín Delgado (Málaga, Málaga, 26 de junio de 1947) .
Licenciado en Derecho por la Universidad de Granada en 1969 con la calificación de sobresaliente.
Graduado Social por la Universidad de Granada en 1969.
Doctor en Derecho por la Universidad de Granada, en 1971, con la calificación de “sobresaliente cum laude”.
Doctor en Derecho por la Universidad de Bolonia (Italia) en 1973, con la máxima calificación que concede la citada Universidad italiana, obteniendo Premio Extraordinario “Vittorio Emmanuelle II” a la mejor tesis doctoral en Derecho Público.
Catedrático de Derecho Financiero y Tributario de las Universidades Autónoma de Barcelona, Granada, La Laguna y Málaga.
Durante su carrera profesional ha desempeñado los siguientes puestos: Vicedecano de la Facultad de Derecho de la Universidad de Granada.
Decano de la Facultad de Derecho de la Universidad de Málaga.- Asesor de la Secretaría de Estado de Hacienda para la Reforma de la Ley General Tributaria, de las Infracciones y Sanciones Tributarias y de la Ley Reguladora de las Haciendas Locales, en los años 1984 y 1985.
Rector Magnífico de la Universidad de Málaga por elección en marzo de 1984 y reelegido para el mismo cargo en 1986 y 1990. Consejero de Cultura de la Junta de Andalucía desde agosto de 1994 a abril de 1996.
Rector Magnífico de la Universidad Internacional de Andalucía. 1996.
Vicepresidente del Consejo de Universidades del Estado desde su fundación hasta 1994. Doctor “Honoris Causa” en Derecho por el Dickinson College. Pennsylvania (U.S.A.). Vicepresidente del Comité Español de Deporte Universitario hasta 1994. Representante del Consejo Andaluz del Deporte. Miembro del Consejo Asesor de la Radio y TV de Andalucía hasta 1994.
Entre sus méritos y distinciones se encuentran:
La Real Orden al Mérito Deportivo, la Cruz de Honor de la Orden de San Raimundo de Peñafort, la Medalla de Oro del Consejo de Graduados Sociales, la Medalla de Oro de la Universidad Internacional de Andalucía, la Medalla de Oro de la Universidad de Málaga.
Actualmente desarrolla su actividad profesional en los siguientes ámbitos: Catedrático de Derecho Financiero y Tributario de la Universidad de Málaga, Presidente de la Fundación Andalucía Olímpica, Consejero General de la Caja de Ahorros de Granada, Consejero del Consejo Económico y Social de Andalucía y miembro de la Comisión Permanente, miembro de la Comisión para la Reforma de la Ley General Tributaria, miembro de la Asociación Española de Derecho Financiero, miembro de la International Fiscal Association, miembro de la Asociación Española de Presupuesto y Gasto Público, miembro de la Asociación Española de Asesores Fiscales, miembro de la Comisión Permanente del Consejo Económico y Social de Andalucía
También es Autor de numerosas publicaciones, conferencias, y miembro de los consejos de redacción de numerosas revistas de temas financieros y tributarios.
Es un político español perteneciente al PSOE, actual presidente de la Agrupación Municipal de Málaga y coordinador del Laboratorio de Ideas del PSOE malagueño así como presidente de Air Ándalus y presidente de la Fundación Andalucía Olímpica.
José María Martín está licenciado en Derecho por la Universidad de Granada y es doctor por la Universidad de Bolonia
José María Martín ha desarrollado una gran carrera en el mundo académico siendo profesor de Derecho en la Facultad de Derecho en la Universidad de Barcelona (1975-1979), decano de la Facultad de Derecho de Málaga desde 1980. En 1994 dio el salto a la política siendo nombrado por Manuel Chaves consejero de Cultura, sustituyendo a Juan Manuel Suárez Japón. Ocuparía este cargo hasta 1996 cuando fue nombrado rector de la Universidad Internacional de Andalucía (1996-2005). También fue el coordinador general de la campaña electoral del PSOE para las elecciones generales y autonómicas del 2008.